# 자가 수정
자가 수정(自家受精, self-fertilization)은 같은 생물 개체 안에서 암·수 생식자 또는 세포핵이 결합해 이루어지는 수정의 형태이다. 반수체, 이배체, 다배체 생물에서 나타나는 근친 교배의 극단적인 형태이다. 원생동물 같은 단세포 생물에서부터 복잡한 자웅동체 동·식물에서까지 두루 보이는데, 속씨식물의 10~15%가 자가 수정을 통해 번식하며, 무척추동물에서도 자가 수정이 흔하다.

## 식물
종자식물의 경우 자가 수분을 통해 자가 수정이 이루어진다. 양성화가 피는 식물에서는 꽃 하나 안에서 자화 수정이 이루어지거나, 이웃하는 꽃 사이의 인화 수정이 이루어질 수 있다. 단성화가 피는 경우에는 인화 수정만 가능하다. 꽃이 피기 전 봉오리가 닫힌 상태에서 폐화 수분하는 식물에서는 폐화 수정이 이루어진다.